# Филлипс, Никки
Никки Филлипс (англ. Nikki Phillips; 1983, Окленд (Новая Зеландия)) — новозеландская фотомодель, телеведущая, блогер.
В модельном бизнесе с 14 лет. Снималась для таких журналов, как Madison, Harper's Bazaar, Cleo и Cosmopolitan.
В 2002 году переехала в Австралию.
В 2009 году появилась в качестве специального приглашенного судьи в первой серии новозеландского шоу «Топ-модель» (New Zealand’s Next Top Model). В том же году была выбрана лицом женского фитнес проекта Puma в Австралии. Открыла собственную ювелирную линию dejoie также в 2009 году.
В декабре 2015 года начала вести телепередачу Garage Movie Block , Шоу Sky Television в Новой Зеландии.
В 2012 году вышла замуж за Дейна Рамбла на Бали.